# Edinburgh Playhouse
Das Edinburgh Playhouse ist ein ehemaliges Kino und eine Veranstaltungsstätte in Edinburgh, Schottland.

## Geschichte
Das Theater wurde von John Fairweather entworfen und im Jahr 1929 eröffnet. Zur Zeit der Eröffnung des Gebäudes war es das größte Kino in Schottland. Es ist mittlerweile ein denkmalgeschütztes Bauwerk. Das Edinburgh Playhouse besitzt eine Zuschauerkapazität von 3059 Plätzen. Das Gebäude ist in Besitz der Ambassador Theatre Group und wird von Touring Productions gemanagt. 

## Vorführungen
Im Jahr 1985 trat der britische Rockmusiker Eric Clapton im Rahmen seiner Behind the Sun World Tour in dem Theatergebäude auf.
In den letzten Jahren war das Schauspielhaus Gastgeber für eine Vielzahl von Künstlern und Shows.
Es richtet sich zudem an die Jugend der Umgebung. Die kann sich an Bühnenerfahrungsprojekten und Jugendmusicalprojekten beteiligen, sofern sie zwischen 10 und 21 Jahren sind.
Außerdem findest das Edinburgh International Festival und das Edinburgh Festival Fringe hier statt.